# Hope-Estate
Hope-Estate est un lieu-dit de la partie française de l’île de Saint-Martin, aux Antilles. Il se situe au nord-nord-est de Marigot, sur la route RN7 qui la relie à Quartier-d'Orléans, à hauteur du rond-point carrefour de la route qui va vers Cul-de-Sac (Saint-Martin). Hope-Estate, situé à l'est de Grand-Case, jouxte l'aéroport régional de Grand-Case Espérance.

## Étymologie
Le nom provient de la grande propriété foncière et ancienne habitation-sucrerie qui s'y trouvait.

## Topographie
Le Morne Hope (alt. 292 m) se trouve juste derrière.

## Urbanisation
Hope-Estate est essentiellement une zone artisanale et commerciale, dotée d'une grand supermarché en 2019.

## Site archéologique
- Le site archéologique de Hope-Estate, ancien lieu d'habitations d'indiens Arawak.